# Сисара
Сисара (Сисера, Сисра) — персонаж книги Судей, военачальник войска ханаанского царя Иавина.

## Библейская история
Это первый военачальник, который в Библии назван по имени во время долгих войн израильтян в это время. Краткое повествование о его деятельности, сообщаемое Библией, можно найти в Суд. 4, 5. Войско под его начальством было многочисленно и хорошо устроено, заключало в себе 900 колесниц и представляло резкий контраст с небольшим войском Варака, состоявшим только из пехоты. Тем не менее, последний сделал сильный напор на громадные полчища Сисары и при чудесной помощи свыше, а также вследствие разлития потока Киссона (Суд. 5) достиг полного успеха, разгромил и преследовал Сисару. «И сошёл Сисара с колесницы (своей) и побежал пеший» и укрылся было в куще одного кенеянина, Хевера, и здесь был убит женою его, Иаилью. Она укрыла его в своем шатре, напоила его молоком, а после того как он уснул, взяла кол от шатра и молот, подошла к спящему Сисаре и вогнала кол ему в висок. Неприятельское войско было истреблено, и таким образом иго Иавина, царя Асорского, было свергнуто. Девора и Варак прославили Бога благодарственною песнью.

## Другие библейские упоминания
- Самуил при поставлении царём Саула вспоминал о Сисаре как о Божьей каре за нечестие израильтян (1Цар. 12:9).
- Асаф в Псалме 82 вспоминает о Сисаре среди прочих врагов Израиля: «Сделай им (то есть врагам) то же, что Мадиаму, что Сисаре, что Иавину у потока Киссона» (Пс. 82:10).